# RoboCop (jeu vidéo, 1988)
Pour les articles homonymes, voir Robocop (homonymie).
Ne doit pas être confondu avec RoboCop (jeu vidéo, 2003).
RoboCop est un jeu vidéo d'action de type run and gun distribué par Data East sur borne d'arcade en 1988. Il est ensuite porté par Ocean Software sur divers ordinateurs. C'est un produit dérivé du film RoboCop sorti une année auparavant au cinéma.